# Geschwister-Scholl-Oberschule (Vechta)
Die Geschwister-Scholl-Oberschule ist eine staatliche Oberschule in der niedersächsischen Kreisstadt Vechta.

## Geschichte
Die Schule wurde 1959 als Mittelschule gegründet und war die erste Schule dieser Art in Vechta. Diese Schule zog 1971 in ein eigenes Schulgebäude an der Driverstraße um. Das Gelände wurde bis 1975 zum Schulzentrum Vechta-Süd erweitert, da in Niedersachsen seinerzeit Volksschulen aufgelöst und ehemalige Volksschüler ab der Jahrgangsstufe 5 in Hauptschulen unterrichtet wurden. Der nunmehr Realschule genannten Schule war ab 1975 eine Hauptschule mit Orientierungsstufe benachbart. Abgänger von den Grundschulen wurden in den Jahren 1981 bis 2004 in den Jahrgangsstufen 5 und 6 an der Orientierungsstufe unterrichtet, mit Ausnahme derer, die ab Klasse 5 an den privaten Gymnasien angemeldet worden waren.
Die Realschule wurde 1999 nach den Geschwistern Scholl benannt.
Zum 1. August 2008 fusionierten die Haupt- und die Realschule am Schulzentrum Vechta-Süd. Seit 2014 wird die ehemalige Haupt- und Realschule Oberschule genannt. Sie wird heute jahrgangsbezogen als teilgebundene Ganztagsschule geführt. Träger der Schule ist die Stadt Vechta. Von 2015 bis 2021 wurden die Gebäude der Schule komplett saniert und umgebaut. Die Kosten betrugen 9,57 Millionen Euro. Dabei übernahm der Landkreis Vechta  35 % der Baukosten und 60 % an den Ausstattungskosten. Den Rest der Kosten trug die Stadt Vechta. Im Schulgebäude befindet sich seit September 2019 das Inklusionszentrum des Landkreises Vechta.
Die Schule engagiert sich in unterschiedlichen Bereich: 
(1) Hinsichtlich der Berufsorientierung gibt Kooperationen mit der Universität Vechta, mit dem Landkreis Vechta und mit mittelständischen Unternehmen aus der Region. Die ca. 700 Schülerinnen und Schüler erhalten umfangreiche Einblicke in verschiedene Berufssparten. 
(2) Zur Verbesserung der schulischen Leistungen arbeitet die Schule nach dem selbst entwickelten Anreizsystem „Next Level“.
(3) Sport, insbesondere Basketball und Fußball, gehört als selbstverständlicher Bestandteil zum Schulleben.

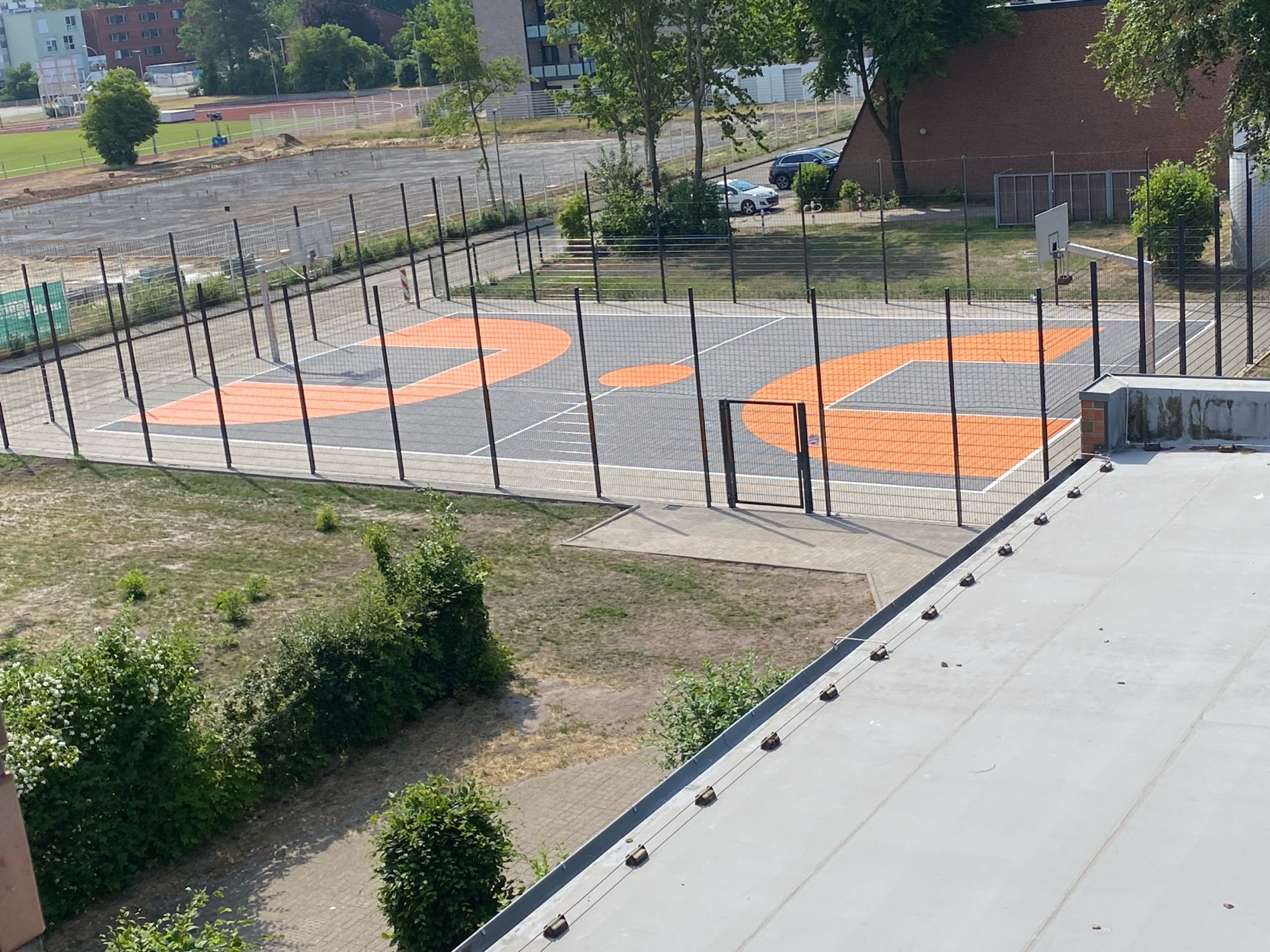
Im Hintergrund entsteht derzeit die neue Sporthalle der Universität Vechta

Seit dem 1. Februar 2022 arbeitet die außerschulische Forschungseinrichtung, das Schüler-Forschungs-Zentrum Osnabrück, im Technik-Labor der Schule. Das Lehrerteam der Schule bietet schulformübergreifend verschiedene Angebote aus den MINT-Fächern zum Forschen, Entdecken und Selbermachen an.[6]

## Lage und Architektur

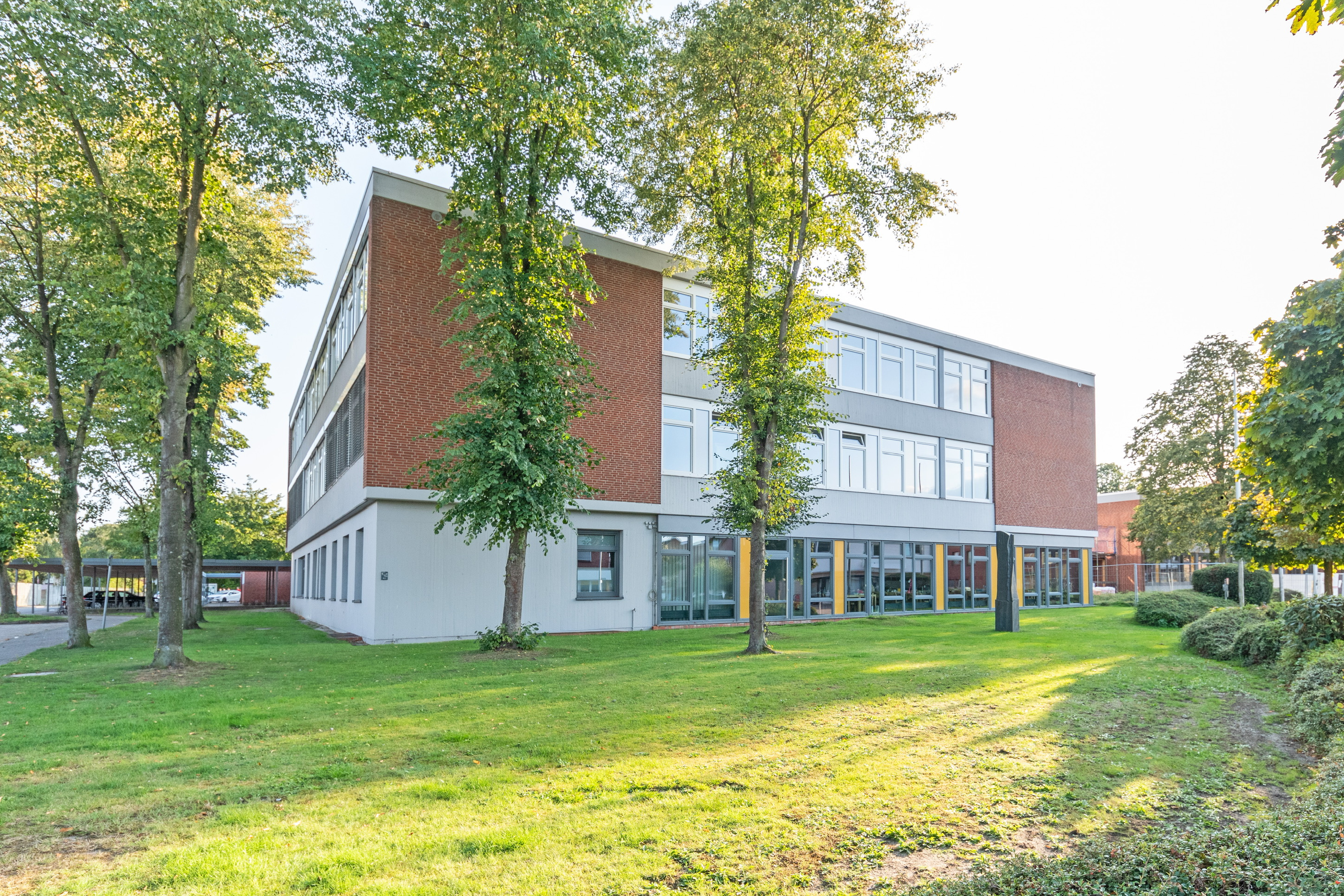
Gebäude der Geschwister-Scholl-Oberschule

Das Gelände des ehemaligen Schulzentrums Vechta-Süd befindet sich im Süden des Stadtzentrums von Vechta, im Stadtteil Hagen. Nördlich bildet die Driverstraße die Grenze des Schulgeländes, östlich schließt die Universität Vechta an. Das südlich gelegene Sportgelände wird von Universität und dem Schulzentrum gemeinsam genutzt. Am Westrand des Schulgeländes befand sich bis Juli 2021 die Liobaschule, eine inzwischen ausgelaufene Grundschule. So wird die Geschwister-Scholl-Schule ab 2023 die einzige verbleibende Schule im Schulzentrum Vechta-Süd sein das ursprünglich für drei Schulen konzipiert war.
Die Gebäude der Geschwister-Scholl-Oberschule sind in drei Trakte gegliedert. In den beiden Obergeschosse des A-Trakts befinden sich Fachräume, die Klassenräume sind in den beiden Obergeschossen des B-Trakts. Im Erdgeschoss des B-Trakts sind Mensa, Aula und weitere Fachräume. Der C-Trakt hat zwei Geschosse. Stilistisch handelt es sich um typische Schulgebäude der 1970er Jahre, in Skelett-Konstruktion errichtet und mit nicht-tragenden Ziegelfassaden und Flachdach ausgeführt.